# Pilotrichella ragazzii
Pilotrichella ragazzii är en bladmossart som beskrevs av Ugo Brizi 1893. Pilotrichella ragazzii ingår i släktet Pilotrichella och familjen Meteoriaceae. Inga underarter finns listade i Catalogue of Life.